# Ranunculus latiphyllarius
Ranunculus latiphyllarius är en ranunkelväxtart som beskrevs av S. Ericsson. Ranunculus latiphyllarius ingår i släktet ranunkler, och familjen ranunkelväxter. Inga underarter finns listade i Catalogue of Life.